# 기동전사 건담 AGE

《기동전사 건담 AGE》(일본어: 機動戦士ガンダムAGE)은 2011년 10월 9일부터 2012년 9월 23일까지 MBS · TBS 계열에서 방송된 일본의 텔레비전 애니메이션 및 그것을 원작으로 한 미디어 믹스 작품이다. 유인 로봇 병기끼리 우주 전쟁을 그린 건담 시리즈 작품 중 하나이다.